# セバスティアン・プリョードル
セバスティアン・プリョードル（Sebastian Prödl, 1987年6月21日 - ）は、オーストリア出身の元同国代表サッカー選手。現役時代のポジションはディフェンダー。

## 経歴
15歳でオーストリア・ブンデスリーガに属するSKシュトゥルム・グラーツへアマチュアクラブから移籍。19歳でオーストリア・ブンデスリーガでデビュー、レギュラーとしてプレーした。
2008-09シーズンからドイツのヴェルダー・ブレーメンへの移籍した。
2015年6月1日、ワトフォードFCに5年契約で移籍した。
2020年1月31日、ワトフォードFCと契約解除について合意した。
2020年2月4日、ウディネーゼ・カルチョと2021年6月30日までの契約を結んだ。2021年6月1日、現役引退を表明した。

## 代表歴
オーストリア代表では、2007 FIFA U-20ワールドカップで4位の結果を残したオーストリアU20代表チームの主将を務めた。同大会では全試合に出場し、同大会最優秀メンバーにも選出された。
2007年5月のスコットランド戦でA代表デビュー。2008年3月26日のオランダとの親善試合では代表初得点を含む2得点を記録した。

## 獲得タイトル
- FIFA U-20ワールドカップ　4位　（2007）
- UEFA U-19欧州選手権　3位　（2006）